# Siódmaczek
Siódmaczek (Trientalis L.) – rodzaj roślin należący do rodziny pierwiosnkowatych. W zależności od ujęcia obejmuje 2, 3 lub 4 gatunki, w ujęciach systematycznych z XXI wieku często włączane do rodzaju tojeść Lysimachia. Wszystkie występują na półkuli północnej, w Ameryce Północnej i Eurazji. W Polsce rośnie jeden przedstawiciel rodzaju – siódmaczek leśny (Trientalis europaea). Nazwa naukowa rodzaju pochodzi od łacińskiego określenia 1/3 długości stopy i odnosi się do wysokości roślin.

## Morfologia
PokrójByliny o prostych łodygach, zwykle nagich, rzadko ogruczolonych, wyrastających z cienkiego lub bulwiastego, rosnącego poziomo kłącza.
LiścieDwojakiego rodzaju – większe skupione w różyczkę na szczycie łodygi, mniejsze wyrastają skrętolegle na łodydze. Liście różyczkowe ogonkowe, o nasadzie zbiegającej i blaszce całobrzegiej, kształtu lancetowatego do owalnego, łopatkowatego, na końcu zaostrzone lub zaokrąglone. Liście łodygowe wyraźnie mniejsze, do łuskowatych.
KwiatyWyrastają pojedynczo w kątach szczytowych liści na szypułkach. Działki kielicha lancetowate do równowąskich, zwykle w liczbie 7 (rzadziej 5 do 9). Płatki w takiej samej liczbie jak działki, białe do różowych i fioletowych, o łatkach dłuższych od rurki, na końcach zaostrzonych. W pąku zwinięte. Pręciki tak samo liczne jak działki i płatki, z nitkami u nasady zrośniętymi. Pylniki równowąskie z tępym końcem. Zalążnia kulista, z nitkowatą szyjką słupka zwieńczoną główkowatym znamieniem.
OwoceKulistawe torebki zawierające 2–15 nasion.

## Systematyka
Rodzaj wyróżniany jest w tradycyjnych ujęciach systematycznych w obrębie podrodziny Myrsinoideae w rodzinie pierwiosnkowatych Primulaceae.
Pozycja systematyczna rodzaju jest przedmiotem dyskusji. Wielu autorów wskazuje na jego zagnieżdżenie w obrębie rodzaju tojeść Lysimachia skutkujące koniecznością włączenia gatunków z tradycyjnie wyróżnianego rodzaju Trientalis do Lysimachia. Przedstawiane były także dowody na niejednoznaczność takiej hipotezy lub wyraźną odrębność tej grupy gatunków. W bazie taksonomicznej Plants of the World Online nazwa Trientalis uznawana jest za synonim Lysimachia. 
W rygorystycznych ujęciach wyróżniane są w obrębie tego rodzaju tylko dwa gatunki – T. europaea i T. borealis. Pierwszy ma szypułki kwiatowe dłuższe od liści i liście stopniowo malejące ku nasady łodygi. Drugi ma krótsze szypułki i liście poza rozetą szczytową o szerokości do 1,5 mm. W obrębie T. borealis wyróżniany jest także T. latifolia o kwiatach różowych lub fioletowych (reszta ma kwiaty białe). W obrębie T. europaea bywa także wyodrębniany T. arctica.
Wykaz gatunków
Pierwsza nazwa naukowa w tradycyjnym ujęciu, druga – obowiązująca według bazy taksonomicznej Plants of the World Online
- Trientalis borealis Raf. ≡ Lysimachia borealis (Raf.) U.Manns & Anderb.
- Trientalis europaea L. ≡ Lysimachia europaea (L.) U.Manns & Anderb. – siódmaczek leśny
- Trientalis latifolia Hook. ≡ Lysimachia latifolia (Hook.) Cholewa